# Ignazio Giacomo III
Moran Mor Ignazio Giacomo III (in arabo اغناطيوس يعقوب الثالث‎?; Bartella, 12 ottobre 1913 – Damasco, 26 giugno 1980) è stato il 121º Patriarca della Chiesa Ortodossa Siriaca, di Antiochia e di tutto l'Oriente.
Nativo di Bartella, villaggio a 13 km da Mosul, fu un esperto conoscitore della musica sacra siriaca e del libro liturgico Beth Gazo. Reintrodusse l'autorità e il titolo di Catholicos/Mafrian nella Chiesa cristiana siriaca giacobita.

## Biografia
Nacque nella famiglia Touma Mari del villaggio di Bartella in Iraq. Fu ordinato diacono dal patriarca Ignazio Elia III, quindi consacrato sacerdote dal patriarca Ignazio Afram I Barsoum.
Nel 1933 compì una visita pastorale nella Chiesa ortodossa siriaca del Kerala, in India, come Rabban Abdel Ahad, dove ha prestato servizio come malphono (insegnante) al Mor Ignatios Dayro. Qui operò attivamente per la cooperazione tra le Chiese ortodosse orientali e la riconciliazione della Chiesa in India. Nel 1964, consacrò Augen I come quarto Baselios Catholicos della Chiesa ortodossa siriaca del Malankara, compiendo una visita pastorale nella regione per favorire il ripristino della pace nella comunità ecclesiale indiana.
Nel 1946, fece ritorno in Medio Oriente per insegnare al Seminario Mor Ephrem di Mosul, e, quattro anni più tardi, fu ordinato metropolita di Beirut e Damasco. 

Alla morte di Ignazio Afram I Barsoum nel 1957, fu consacrato 121º Patriarca della Chiesa Ortodossa Siriaca.
Il patriarca Yaʿqub scrisse almeno trenta libri inerenti alla storia della Chiesa, alla spiritualità e alla liturgia, fra i quali una storia della chiesa fino al VI secolo, una storia della chiesa siriana in India, uno studio comparativo delle lingue siriache e arabe, oltre a monografie sulla personalità di sant'Efrem il Siro, Filosseno di Mabbug e Yaqub di Serugh.  Nel 1971 tenne all'Università di Gottinga una lectio magistralis inerente alla Chiesa ortodossa sirica, ritenuta autorevole nell'ambito studentesco.
Il patriarca Yaʿqub morì il 26 giugno 1980 e fu sepolto nella cattedrale patriarcale di San Giorgio, a Damasco.

## Musica siriaca
Una proverbiale memoria gli avrebbe permesso di ricordare le 700 melodie del Beth Gazo e le relative varianti (Shuhlophe), che aveva apprese dl maestro di musica siriaca Mor Yulios Elias Qoro, all'epoca delegato patriarcale in India.

Conosceva la scuola di Takrit, vicina al suo luogo nativo, e la più popolare scuola di Mardin. Presente negli Stati Uniti dall'11 marzo al 15 agosto 1960, registrò le melodie del Beth Gazo cantate secondo le regole della Scuola di Mardin, a seguito della richiesta del metropolita Mor Athanasius Yeshuʿ Samuel, arcivescovo degli Stati Uniti e del Canada.
Il patriarca Yaʿqub è ricordato per il suo modo di celebrare la liturgia, ritenuto edificante dal punto di vista spirituale. Incoraggiò molti ad adottare stile di vita sobrio e semplice.